# Olympische Sommerspiele 2016/Teilnehmer (Mikronesien)
| Gelbes Symbol für Goldmedaillen mit stilisierten Olympischen Ringen | Graues Symbol für Silbermedaillen mit stilisierten Olympischen Ringen | Braundes Symbol für Bronzemedaillen mit stilisierten Olympischen Ringen |
| ------------------------------------------------------------------- | --------------------------------------------------------------------- | ----------------------------------------------------------------------- |
| —                                                                   | —                                                                     | —                                                                       |

Mikronesien nahm an den Olympischen Spielen 2016 in der brasilianischen Metropole Rio de Janeiro mit fünf durch das Federated States of Micronesia National Olympic Committee nominierten Athleten in drei Sportarten teil.
Es war die insgesamt fünfte Teilnahme an Olympischen Sommerspielen.

## Teilnehmer nach Sportarten

### Boxen
| Athleten        | Wettbewerb              | 1. Runde      | 1. Runde | Achtelfinale  | Achtelfinale  | Viertelfinale | Viertelfinale | Halbfinale    | Halbfinale    | Finale        | Finale        | Rang          |
| Athleten        | Wettbewerb              | Gegner        | Ergebnis | Gegner        | Ergebnis      | Gegner        | Ergebnis      | Gegner        | Ergebnis      | Gegner        | Ergebnis      | Rang          |
| --------------- | ----------------------- | ------------- | -------- | ------------- | ------------- | ------------- | ------------- | ------------- | ------------- | ------------- | ------------- | ------------- |
| Frauen          |                         |               |          |               |               |               |               |               |               |               |               |               |
| Jennifer Chieng | Leichtgewicht bis 60 kg | Mikaela Mayer | 0:3      | ausgeschieden | ausgeschieden | ausgeschieden | ausgeschieden | ausgeschieden | ausgeschieden | ausgeschieden | ausgeschieden | ausgeschieden |

### Leichtathletik
| Athleten        | Wettbewerb | Vorlauf | Vorlauf | Runde 1       | Runde 1       | Halbfinale    | Halbfinale    | Finale        | Finale        | Rang |
| Athleten        | Wettbewerb | Zeit    | Rang    | Zeit          | Rang          | Zeit          | Rang          | Zeit          | Rang          | Rang |
| --------------- | ---------- | ------- | ------- | ------------- | ------------- | ------------- | ------------- | ------------- | ------------- | ---- |
| Frauen          |            |         |         |               |               |               |               |               |               |      |
| Lerissa Henry   | 100 m      | 13,53 s | 19      | ausgeschieden | ausgeschieden | ausgeschieden | ausgeschieden | ausgeschieden | ausgeschieden | 83   |
| Männer          |            |         |         |               |               |               |               |               |               |      |
| Kitson Kapiriel | 100 m      | 11,42 s | 15      | ausgeschieden | ausgeschieden | ausgeschieden | ausgeschieden | ausgeschieden | ausgeschieden | 85   |

### Schwimmen
| Athleten           | Wettbewerb    | Vorlauf | Vorlauf | Halbfinale    | Halbfinale    | Finale        | Finale        | Rang |
| Athleten           | Wettbewerb    | Zeit    | Rang    | Zeit          | Rang          | Zeit          | Rang          | Rang |
| ------------------ | ------------- | ------- | ------- | ------------- | ------------- | ------------- | ------------- | ---- |
| Frauen             |               |         |         |               |               |               |               |      |
| Debra Daniel       | 50 m Freistil | 30,83 s | 72      | ausgeschieden | ausgeschieden | ausgeschieden | ausgeschieden | 72   |
| Männer             |               |         |         |               |               |               |               |      |
| Dionisio Augustine | 50 m Freistil | 26,17 s | 65      | ausgeschieden | ausgeschieden | ausgeschieden | ausgeschieden | 65   |